# Service de réserve (Israël)

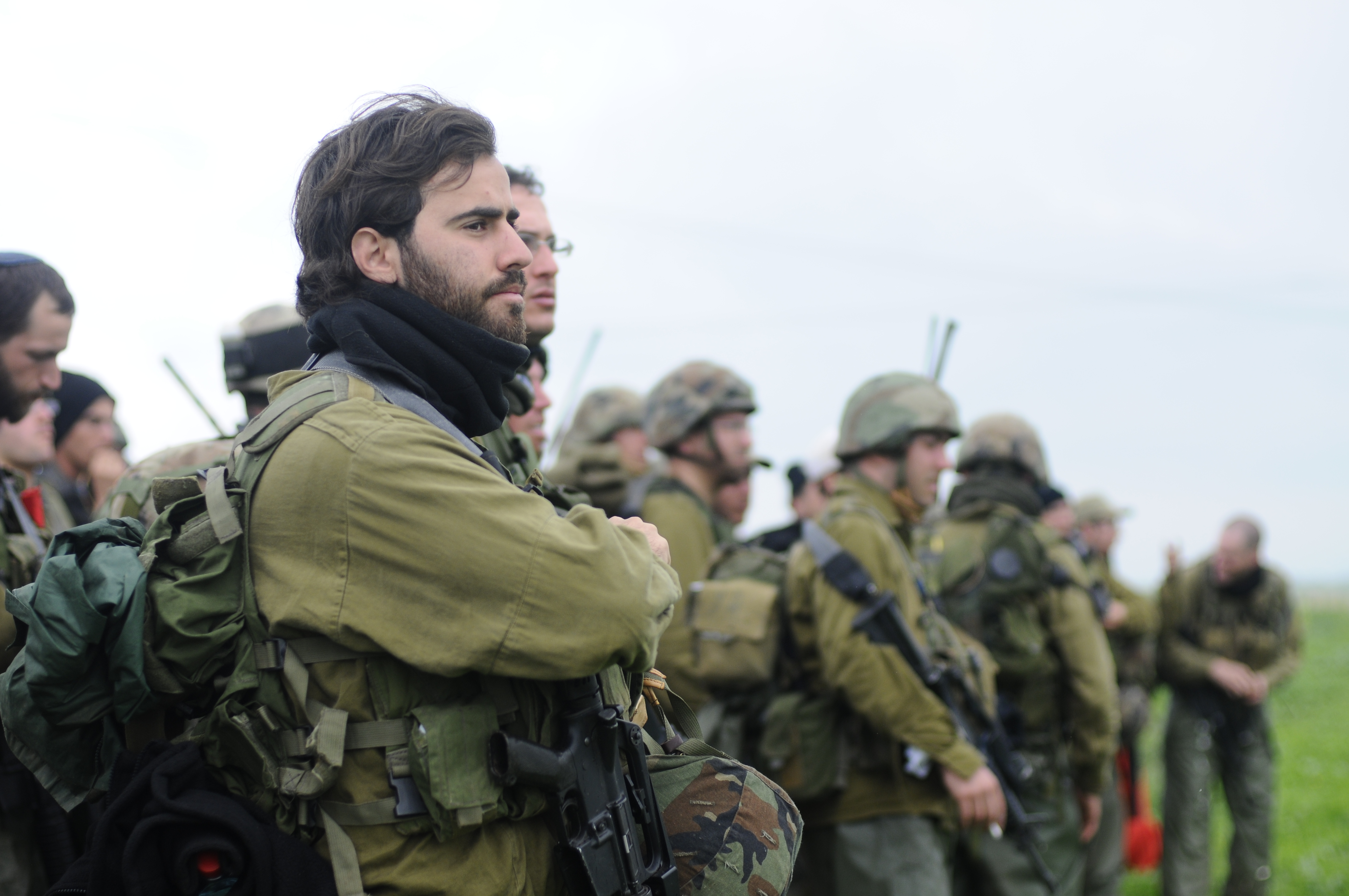
Réservistes des forces de défense israéliennes en 2011.

Le service de réserve israélien (hébreu : שירות מילואים) est formé de résidents israéliens ayant accompli leur service militaire, automatiquement affectés à la force de réserve militaire des forces de défense israéliennes pour des périodes de service annuel qui peuvent durer plusieurs semaines, en fonction des besoins de l’armée (guerres, opérations militaires ou catastrophes naturelles) et du rôle du réserviste (formation, sécurité continue et autres activités).
Jusqu'à l'âge maximum de 51 ans, les hommes effectuent des périodes de réserve allant jusqu'à 39 jours par an, et davantage en cas de tensions. Les femmes peuvent être appelées à servir dans la réserve jusqu’à l’âge de 38 ans et dans de rares cas jusqu’à 45 ans. Certains réservistes sont affectés aux mêmes unités dans lesquelles ils ont servi pendant leur service militaire régulier, et certains sont affectés à des unités de réserve dédiées.
Au sein de la Direction du personnel de Tsahal, l'officier professionnel en charge de l'armée de réserve est le commandant du corps des forces de réserve (en abrégé קמל"ר ; "Kamlar"), un officier ayant le grade de général de brigade.
Pendant de nombreuses années, le service de réserve fut mis en œuvre dans le cadre de la « Loi sur le service de défense », mais depuis le 1er août 2008, celui-ci il est appliqué principalement dans le cadre de la « Loi sur le service de réserve ».

## Histoire
Le 12 octobre 2000, deux réservistes israéliens sont tués à Ramallah par la foule palestinienne. Cet événement participe de l'explosion de violence caractéristique de la Seconde intifada, aux côtés (notamment) de la visite d'Ariel Sharon à l'esplanade des Mosquées sur le Mont du Temple le 28 septembre, la répression israélienne qui fit des dizaines de morts après les manifestations de colère palestinienne qui suivirent, l'annonce de la mort de  Mohammed al-Durah le 30 septembre et la mort de douze Arabes citoyens israéliens tués par la police israélienne lors de manifestations de soutien aux Palestiniens les premiers jours d'octobre.

### Guerre à Gaza depuis 2023
En cas de mobilisation importante, notamment après l’attaque du Hamas le 7 octobre 2023, les réservistes israéliens vivant à l’étranger sont souvent appelés à revenir en Israël pour servir. Environ 360 000 ont été appelés, faisant de cette mobilisation la plus grande depuis la guerre du Kippour en 1973,. En février 2024, alors que l'armée israélienne veut multiplier ses effectifs de réservistes, certains annoncent leur refus de continuer à servir dans l’armée par une lettre indiquant qu’ils ne retourneront pas dans leur unité aussi longtemps qu’un accord permettant le retour des otages retenus à Gaza n’aura pas été conclu,.
En novembre 2024, la presse israélienne rapporte que depuis le début du conflit, 796 soldats ont perdu la vie, dont une proportion importante de réservistes.